# Nipton
Nipton ist eine Gemeinde im San Bernardino County im US-amerikanischen Bundesstaat Kalifornien.

## Geographie
Nipton liegt im Südosten Kaliforniens im Südwesten der Vereinigten Staaten. Die Grenze zu Nevada befindet sich etwa vier Kilometer östlich der Gemeinde. Weitere 55 Kilometer östlich liegt der Mohave-Stausee des Colorado River, der die Grenze zwischen Nevada und Arizona bildet. Direkt südlich der Gemeinde erstreckt sich die über 6200 Quadratkilometer große Mojave National Preserve und etwa 100 Kilometer nordwestlich der Death-Valley-Nationalpark.
Die nächstgelegene Großstadt ist mit etwa 560.000 Einwohnern das 70 Kilometer nördlich entfernt liegende Las Vegas in Nevada.

## Geschichte
Nipton wurde 1910 als Wohnstätte der lokalen Goldgräber gegründet. Zu dieser Zeit existierten ein Motel mit fünf Zimmern, eine Wohnwagensiedlung, ein kleiner Supermarkt sowie ein Café. Nipton verzeichnete über mehrere Jahre hinweg die höchste Anzahl an verkauften Lotterielosen der California State Lottery, bis nahe Primm eine neue Lotterie eröffnete.
2010 stellte die Gemeinde einen sonnenbetriebenen Generator vor, der bis zu 85 % der lokalen Energieversorgung decken konnte.
Im August 2017 kündigte American Green Inc., eines der größten Cannabisunternehmen der USA, an, Nipton komplett von der Vorbesitzerin zu erwerben und zu einem energieautarken und cannabisfreundlichen Tourismusziel zu entwickeln. Der Plan scheiterte jedoch und die Stadt steht seit Ende 2020 erneut zum Verkauf.

## Verkehr

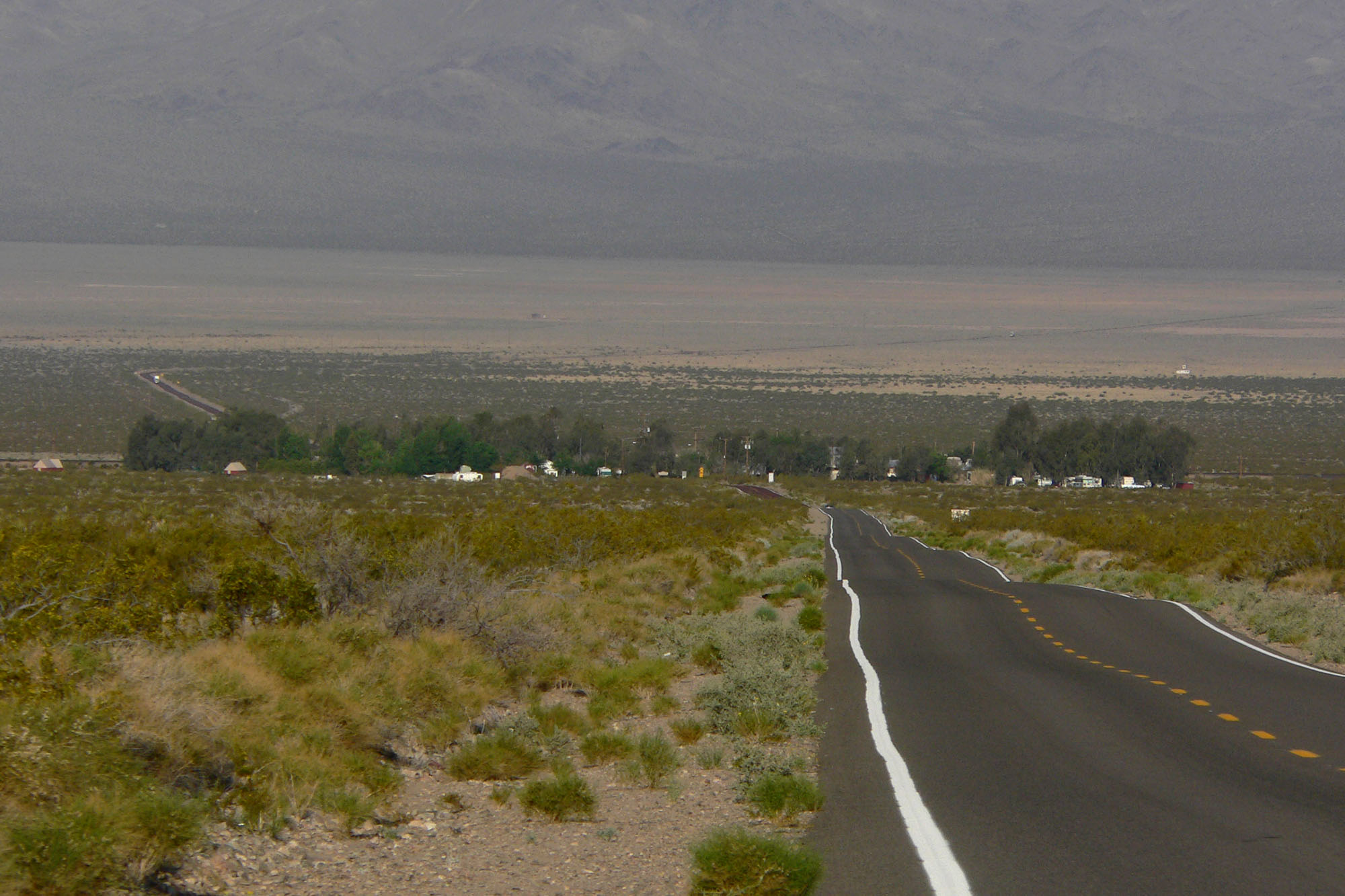
Die Nipton Road

Nipton liegt an der Nipton Road, die östlich im Bundesstaat Nevada als Nevada State Route 164 fortgeführt wird. Etwa 15 Kilometer westlich befindet sich ein Anschluss an den Interstate 15, der von San Diego an der südlichen Westküste bis an die Grenze zu Kanada im Norden führt.

## Videospiel
Nipton kommt als, von der autokratischen Caesar's Legion zerstörte Stadt im Spiel Fallout: New Vegas vor. In der Erweiterung Old World Blues erhält der Spieler ein unbekanntes Radiosignal von einem Satelliten, das in einem Autokino nahe der zerstörten Stadt Nipton abgestürzt sei.